# Erik Solér
Erik Francisco Solér (ur. 6 sierpnia 1960 w Lillestrøm) – norweski piłkarz występujący na pozycji pomocnika. 

## Kariera klubowa
Solér karierę rozpoczynał w 1979 roku w pierwszoligowym zespole Lillestrøm SK. W sezonie 1981 zdobył z nim Puchar Norwegii, a w sezonie 1983 wicemistrzostwo Norwegii. W trakcie sezonu 1984 odszedł do innego pierwszoligowego klubu, Eik-Tønsberg. Po zakończeniu sezonu 1984 przeszedł do niemieckiego Hamburgera SV. W Bundeslidze zadebiutował 15 września 1984 w zremisowanym 1:1 meczu z Bayerem 04 Leverkusen. W sezonie 1984/1985 wraz z klubem zajął 5. miejsce w Bundeslidze.
W 1986 roku Solér odszedł do norweskiego drugoligowca, SK Brann. W sezonie 1987 awansował z nim do pierwszej ligi. W 1988 roku został graczem duńskiego Aarhus GF. W sezonie 1988 zdobył z nim Puchar Danii. W trakcie sezonu 1989 odszedł do Lillestrøm SK i w tym samym sezonie wywalczył z nim mistrzostwo Norwegii. W 1990 roku zakończył karierę.

## Kariera reprezentacyjna
W reprezentacji Norwegii Solér zadebiutował 22 września 1982 przegranym 0:1 meczu eliminacji Mistrzostw Europy 1984 z Walią. 10 września 1985 w wygranym 3:0 towarzyskim pojedynku z Egiptem strzelił swojego jedynego gola w kadrze. W latach 1982–1988 w drużynie narodowej rozegrał 30 spotkań.